# Кальшалі
Кальшалі́ (рос. Кальшали, башк. Кәлшәле) — село у складі Туймазинського району Башкортостану, Росія. Входить до складу Карамали-Губеєвської сільської ради.
Населення — 525 осіб (2010; 521 у 2002).
Національний склад:
- татари — 57 %
- башкири — 39 %